# Lanceoppia thori
Lanceoppia thori är en kvalsterart som beskrevs av Hammer 1968. Lanceoppia thori ingår i släktet Lanceoppia och familjen Oppiidae. Inga underarter finns listade i Catalogue of Life.